# 茶坪乡 (新晃县)
茶坪乡，是中华人民共和国湖南省怀化市新晃侗族自治县下辖的一个乡镇级行政单位。

## 行政区划
茶坪乡下辖以下地区：
美岩村、美岩冲村、阳肖村、茶坪村、马宗村、韭菜村、冲亨村和塘教村。